# Rāšid al-Ġannūšī
Rashid al-Ghannushi , cunoscut și ca Rachid al-Gannouchi  sau Rāšid al-Ġannūšī (arabă راشد الغنوشي, născut la 22 iunie 1941 la Al Hamma, Tunisia) este un om politic și gânditor religios tunisian, co-fondator al mișcării politice islamiste Ḥarakat an-Nahḍah și ulterior al partidului cu același nume An-Nahda (Partidul Renașterii النهضة) , este o figură marcantă atât în procesele de tranziție din urma Revoluției tunisiene din ianuarie 2011 cât și în dezbaterile academice internaționale care vizează modelele de democratizare în lumea arabă. Între decembrie 2011 și ianuarie 2014 partidul lui Ghannouchi a format guvernul Tunisiei.În 2019-2021 Al-Ghannushi a fost președintele parlamentului Tunisiei.

## Biografie

### Copilăria și tinerețea
Rāšid al-Ġannūšī s-a născut sub numele Rashad Khriji în iunie 1941, într-o familie de agricultori din provincial Qābis a Tunisiei, o regiune cunoscută pentru rebeliunea împotriva colonialiștilor francezi dinainte de Al Doilea Război Mondial. 
Cel mai tânăr copil din 10 frați, el provine dintr-o căsnicie poligamă, și crește până la vârsta adolescenței într-un mediu tradiționalist, el însuși afirmând că prima interacțiune cu elementele modernității a avut-o la vârsta de 16 ani, moment din care relația sa cu religia islamică va cunoaște diverse modificări. Recunoscut ca imam în satul său de origine, tatăl său s-a opus oricărui element de influență sufită.
O influență considerabilă asupra anilor săi de formare a avut-o unchiul său, membru al mișcării inițiale de eliberare a lui Habib Bourguiba, adept al nasserismului și arabismului (naționalismul arab). În perioada anilor de liceu pe care și-i-a petrecut in orașul Qābis, remarcarea consecințelor colonizării franceze (uniformele școlare de tip european; tavernele cosmopolite,electricitatea, forme de transport și comunicație moderne) și cunoașterea generației tinerilor orășeni cu o accentuată preferință spre stilul de viață francez, adeziunea lui Ġannūšī la perspectiva religioasă a tatălui său a cunoscut o anumită eroziune. Ulterior, el va pune această eroziune pe seama faptului că nu i-a fost insuflat islamul în cadrul unei viziuni comprehensive asupra vieții și universului. În această perioadă el a identificat o criză de identitate la nivelul țării, o criză produsă de procesul de laicizare atât în perioada colonială cât și după aceasta.
O dată cu venirea la putere a lui Habib Bourguiba, acesta a încurajat o viziune conform căreia singurul mod de a progresa era prin calea învățării din experiența Europei, mai ales în ceea ce privește normele sociale. Astfel,a fost abolită educația religioasă la nivel de liceu. În acelaș timp s-a consolidat puterea partidului unic (Partidul Socialist Neo-Destourian) în numele promovării unității. În 1956, prin decret prezidențial au fost abolite tribunalele religioase islamice conduse după dreptul islamic „șaria” și s-a introdus sistemul juridic laic. S-au introduc coduri de drept civil laice cu referire la căsătorii, divorțuri, moșteniri, etc. S-a interzis purtarea vălului de tip burka în public.
După ce a absolvit un liceu cu predarea în arabă, într-o țară unde limba de predare in universități era franceza, Ghanuchi a preferat sa plece în mod clandestin în Egipt unde s-a înscris la Facultatea de agronomie a Universității din Cairo. Șederea în Egipt, și ideologia panarabistă nasseristă îl va deziluziona și după o perioadă de numai trei luni, de frică să nu fie repatriat forțat în Tunisia, a plecat în Siria unde vreme de patru ani va studia filosofia la Universitatea din Damasc. Aici iși va petrece anii de studenție în mijlocul a numeroase dezbateri politice și ideologice, precum cea dintre naționaliștii nasseriști și cei baasiști, cea dintre laici și islamiști, precum și alte polemici legate de atitudinea față de Occident și fața de ocuparea de către Israel și evrei a unei părți din Palestina. În 1965 a decis să cunoască mai îndeaproape lumea europeană, printr-o călătorie care îl va purta prin Turcia, Bulgaria, Iugoslavia, Germania,Franța, Belgia și Olanda. Pentru a-și asigura traiul a lucrat clandestin în munci diverse, inclusiv ca spălător de vase și a locuit în hosteluri. A realizat că naționalismul arab își are originile în gândirea politică europeană, și s-a aflat șocat de convingerea legată de interschimbabilitatea dintre arabism si islam. Întorcându-se în Siria, Ghanouchi s-a alăturat unui grup de studenți naționaliști care treceau dintr-un cerc islamist într-altul, și a avut astfel contact direct cu gânditori precum Malek Bennabi  (مالك بن نبي ) și Muhammad al-Albani (محمد ناصر الدين الألباني‎), alăturându-se vreme de un an grupului salafist al acestuia din urmă. După terminarea licenței s-a înscris la programul de master în filosofie la Universitatea Sorbona. Ajuns la Paris, s-a alăturat comunității Jamā‘at at-Tablīgh ( جماعة التبليغ‎), până în momentul în care a fost rechemat de familie.

#### Teoria specificității islamului tunisian
Reîntors în Tunisia, Ghanouchi și-a intensificat legăturile cu ,dar a ajuns la concluzia că concepția acestuia nu corespunde nevoilor societății tunisiene. Confruntat cu o serie de procese importante precum dezvoltarea curentului democrat-liberal tunisian în anii 1970, tulburările violente din 1978 dintre forțele armate pe de o parte și studenți și sindicate pe de alta, Revoluția Iraniană din 1978 și ciocnirile violente studențești dintre socialiști si islamiști,  Ghanouchi a încercat elavorarea unei teorii a specificității tunisiene, conform căreia, islamul practicat în aceasta țară era o combinație de teologie dogmatică (cu accent predominant pe conceptul imitației în defavoarea practicării ijtihadului), cu  diverse tradiții sufite (rpezente mai ales în zonele rurale), o bine stabilită tradiție a jurisprudenței islamice de tip Malikit, toate acestea combinate cu un profund proces de pseudo-modernizare, care a permis regimului la putere sa oscileze între eliminarea și monopolizarea religiei.

#### Încarcerarea și exilul
Între 1981 - 1984 Ghanouchi a fost, în cele din urmă, arestat și încarcerat împreună cu ceilalți lideri ai mișcării islamice Ḥarakat an-Nahḍah  (حركة النهضة‎) și 500 de susținători. În cei patru ani petrecuți în închisoare a redescoperit gândirea politică a lui Khayr al Din al Tunisi, și și-a nuanțat abordarea în favoarea unei orientări mai mult socio-economice decât filosofice, subliniând importanța drepturilor sindicale, necesitatea noului Cod de Statut Civil (căruia i se opusese până in 1987), și accentuând discursul pentru drepturile femeilor. A fost din nou încarcerat în anul 1987 împreună cu alți lideri marcanți ai partidului religios de opoziție, pe motivul atentării la regimul aflat la putere. A primit pedeapsa de închisoare pe viață, dar ca rezultat al loviturii de stat care va duce la înlocuirea lui Ḥabīb Būrguiba cu generalul Zīn al-'Ābidīn bin 'Alī ( زين العابدين بن علي‎), toți liderii încarcerați au fost eliberați.
În cadrul alegerilor din decembrie 1988, membrii partidului Ḥarakat an-Nahḍah (al cărui statut nu fusese încă oficializat), concurând ca independenți, au câștigat peste 14% din sufragii, în timp ce restul opoziției a obținut în total doar 5%. În iunie al anului următor, a fost cererea de recunoaștere oficială a partidului a fost respinsă de către autorități, iar toate locurile câștigate de aceștia în parlament au fost transferate partidului ‎ dominant,Adunarea Constituțională Democratică (At-Tajammu' Ad-Dustūrī Ad-Dīmuqrāṭī - التجمع الدستوري الديمقراطي‎), iar membrii săi au devenit pasibili de urmărire penală. În urma acestor evenimente, Rāšid al-Ġannūšī a ales exilul voluntar și a părăsit Tunisia pentru Londra, unde s-a stabilit până în 2011 când s-a întors în urma evenimentelor Primăverii arabe.

### Gândirea politică elaborată în timpul exilului

#### Contestarea „pseudo-laicismului” în lumea arabă

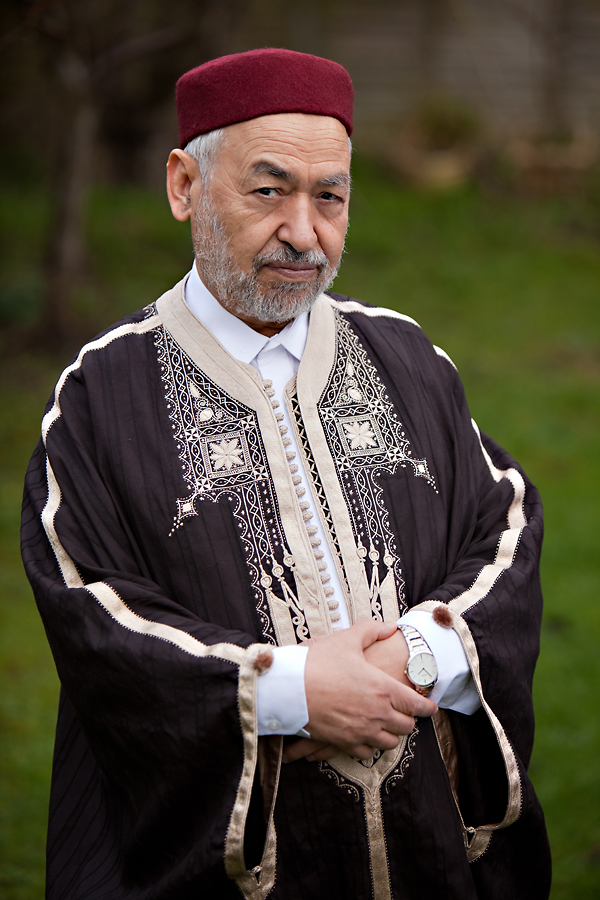
Fotografie din 2014

Dacă statul islamic este inspirat de revelația divină, atunci ce anume a inspirat statul modern occidental? Aceasta este una din întrebările repetate in scrierile lui Rāšid al-Ġannūšī. El a recunoscut o serie de procese pozitive în Europa modernă – revolta împotriva monopolului bisericii asupra adevărurilor religioase, și a monopolului de putere a monarhului; împuternicirea maselor și dezvoltatea mecanismului democratic. În același timp însă, el a criticat comportamentul colonialist și dublul standard în arena internațională. Contestația majoră s-a adresat mai ales laicismului de surginte franceză, ale cărui imitări le-a considerat dăunătoare și incompatibile cu un model de democrație magrebiană.
După Ghannushi, statul de drept, atât cel occidental cât și cel islamic, au aceeași fundație primară – religia. El a considerat fundamentele legii în Europa creștină ca fiind rezultatul doctrinelor religioase, acceptate sau abolite indirect de către deținătorii puterii divine – vicarii lui Dumnezeu pe pământ – ca de pildă Papa. Ulterior monarhii au revendicat pentru ei sanctitatea divină:
„În cea ce a reprezentat o luptă pentru putere și influență, clerul a pretins a fi singurul în măsură să vorbească în numele religiei. Rezultatul a fost catastrofal atât pentru religie cât și pentru politică, aceasta reprezentând însuși fundamentul despotismului”
Statul democratic european este văzut de Ghannushi ca având la bază două concepte, legitimitatea și suveranitatea, prima reprezentând „adeziunea unei autorități la o lege făcută în concordanță cu proceduri oficiale” în timp ce suveranitatea este „o proprietatea a autorității conducătoare, fie aceasta o persoană sau o instituție, care posedă puterea legislativă în societate și în fața căreia se supun celelalte autorități ”.
Obstacolele pentru democratizarea regiunii arabe sunt, în prizma vederilor sale: laicizarea, teritorializarea statală, intervenția puterilor străine și mentalitatea extremistă a diverselor mișcări autohtone.
„În timp ce laicismul nu a obstrucționat tranziția spre democrație în Europa, în lumea arabă acest proces a avut exact efectul advers – evoluția dictaturii și prevalarea opresiunii în locul justiției, a represiunii în locul libertății și a sărăciei în locul dezvoltării economice”.
Ghannushi a criticat pe pionierii laicismului arab pentru faptul că au urmat o linie de gândire eronată, conform căreia, pentru a progresa, islamul ar trebui să urmeze modelul creștinismului – anume restricția la sfera vieții spirituale. Legat de încercările de laicizare aplicate în zona Magrebului, Ghannushi a subliniat factul că cel puțin în Tunisia nu a fost vorba decât de o pseudo-laicizare – o situație unde islamul era recunoscut oficial ca religie de stat, dar nu unde religia dicta statului ci unde statul era cel care dicta religiei. Elita conducătoare monopoliza religia și instituțiile sale. Astfel nu mai existau instituții religioase independente de stat.
În privința conflictului apărut între regimurile din Tunisia pre-revoluționară și mișcările islamiste, Ghannushi a subliniat:
„Conflictul nu este unul religios, și nici măcar unul intre religie și conceptul de laicism. Este un conflict politic, între o populație care se zbate pentru libertate și demnitate, pentru împărțirea puterii și a resurselor, și un lider corupt absolut, care a trasnformat statul într-un mecanism al represaliilor. Precum șerpii, despoții își schimbă permament pielea. În trecut, Bourguiba reprima în numele unității naționale, în timp ce Nasser a făcut-o în numele eliberării palestinienilor și a unității arabe. Astăzi represiunea este practicată în numele democrației, a drepturilor omului, a salvării societății civile și a păcii cu Israelul. Dar sloganele nu schimbă starea de fapt a lucrurilor, și anume faptul că este un conflict pur politic. Este vorba de legitimitate și cui îi aparține aceasta. Este vorba despre natura guvernării, despre alegerea dintre autoritarism și democrație.”
Aplicarea modelului de laicism francez în contextul magrebian al secolului al XX-lea, și pe fundalul unei religii a cărei principii diferă considerabil de cele dictate de Biserica Creștină a Evului Mediu, va produce, în mod logic, consecințe foarte diferite de cele petrecute în Europa. În circumstanțe ipotetic ideale, nu numai că laicismul  nu este nescesar, dar ar putea să și dauneze dezvoltării statului și societății ideale musulmane. Dar Ghannushi și-a dat seama că circumstanțele actuale nu sunt nici pe departe ideale, iar dată fiind situația internă și internațională a țărilor musulmane, rațiunea dictează un compromis: acceptarea modelului liberal și laic care ar putea să asigure libertatea de exprimare și asociere, în schimbul eliminării regimului autocratic.

#### Drepturi versus responsabilități, rolul învățaților religioși în societatea civilă ideală
Una din ideile majore ale lui Ghannushi este credința în poziția omului de locțiitor a lui Dumnezeu pe pământ și faptul că precondiția posturii de  locțiitor constă în libertatea de alegere. Această libertate este înțeleasă atât negativ (libertatea de a nu fi constrâns) cât și pozitiv. O ordine politică islamică ar trebui să interzică orice formă de nedreptate, iar astfel una din principalele sarcini ale comunității de credincioși este să împiedice injustițiile si să-i susțină pe cei nedreptățiți:  „Dumnezeu poate să susțină un stat just chiar dacă acesta nu este unul musulman, și poate aduce înfrângerea unuia injust, chiar daca ar fi musulman”
Legat de conceptul de „societate civilă”, Ghannushi a subliniat necesitatea ei dar și diversitatea de definiții existente pentru acest concept, opunându-se presupoziției de influență franceză conform căreia prin însăși structura sa, societatea civilă este strâns legată de laicism. Dând exemplul Solidarității din Polonia și a nivelului crescut de adeziune a membrilor săi la religia catolică, Rashid al-Ghannushi a accentuat idea compatibilității religiei cu existența societății civile și a locului de cinste pe care toleranța îl are in dezvoltarea unei comunități viabile.
Societatea civilă este formată în concepția sa din organizații non-guvernamentale care mediază între stat și membrii societății pentru îmbunătățirea standardurilor morale, intelectuale și spirituale ale membrilor comunițății. Aceste organizații trebuie sa urmărească concomitent dobândirea celui mai înalt grad de autonomie și independență în fața statului nu doar pentru a-i contracara puterea dar mai ales pentru ai supraveghea și influența puterea. Astfel, rolul comunității credincioșilor islamici este în accepțiunea sa unul cvasi-sinonim cu dezvoltarea societății civile.

#### Democrația islamică
Conceptul de democrație în accepțiunea lui Ghannushi cuprinde două sfere, cea a formei, și cea a esenței; prima face referire la diversele tehnici constituționale care subliniază principiul suveranității poporului prin elemente precum alegeri, separarea puterilor în stat, egalitatea, pluralismul politic, libertatea de expresie și cea de adunare, dreptul majorității de a conduce și al minorității de a se opune.  Vizând principiul separării puterilor în stat, acesta reprezintă pentru Ghannushi o caracteristică intrinsecă a statului islamic, unde guvernul este esențialmente de natură executivă, in timp ce puterea legislativă aparține Șariei (dreptul islamic)  și consiliului învățaților delegați din cadrul Ummei în vederea exercitării ijtihadului. Astfel, puterea legislativă nu este doar independentă de guvern ci are și capacitatea de a ignora decizii guvernamentale.
Aderând la principiul pluralismului politic, el consideră acest cadru ca fiind cel mai adecvat pentru instruirea și împuternicirea cetățenilor în a-și asuma responsabilități in domeniul public, acest lucru reprezentând un aspect esențial al stabilirii unui sistem de guvernare islamic funcțional.
Critica adusă democrației de tip occidental face referire atât la consecințele interne asupra societății în cadrul căreia a fost implementată, cât și la cele externe ce vizează un dublu standard în relațiile internaționale.
„Drept consecință, o societate condusă dupa modelul sistemului de guvernare democrat occidental este o societate confuză și spulberată. Lăcomia, înșelăciunea și brutalitatea triumfă în lipsa unei valori absolute care transcende voința umană. Nu se garantează securitate celor slabi, fie ei o minoritate în cadrul unei societăți cu o majoritate divizată, fie ei o națiune care este împiedicată de lipsa de putere să conteste un adversar mai puternic. În cele din urmă, cei slabi nu au altă opțiune decât să cedeze în fața celor puternici sau să piară în concordanță cu legea lui Darwin de supraviețuire a celui mai adaptat. Dorința celui mai puternic este adevărul ultim.”
„Deși democrația a stabilit egalitate politică și a înlăturat privilegiile tradiționale ale aristocrației in Occident, a dus gradual la o reapariția inegalității absolute în termeni economici. A produs astfel o nouă formă de aristocrație bazată pe capitalism și monopol economic ce influențează partidele politice, media și opinia publică  [...]  Pentru că nu ornamentele democratice sunt cele ce contează, sau semnătura pe o declarație ce pretinde a fi pentru suveranitatea poporului și a drepturilor omului, sau existența unor parlamente , partide, alegeri. Astfel de decoruri au fost adoptate de unele dintre cele mai dictatoriale regimuri în țări cu o lipsă enormă de dreptate și unde violarea drepturilor cetățenilor se află la ordinea zilei: ocuparea forțată a pământurilor, exploatarea populației, corupția, mita și frauda; practici ce continuă a fi legitimizate prin raportarea frauduloasă la conceptul de „democrație”.
Problemele inerente democrației occidentale nu vizează mecanismele sau instituțiile democratice, ci filosofia care stă în spatele viziunii ocidentale asupra lumii, o viziune ce „creează o sciziune intre spirit și corp și care va declara în cele din urmă război împotriva divinului, făcând orice pentru a-l înlocui pe Dumnezeu cu omul”

## Activitatea politică și ideologică după Revoluția din 2011
La 30 ianuarie 2011, după căderea regimului Zine al_Abadine Ben Ali, Ghannushi s-a putut întoarce în patrie, după un lung exil în Anglia.
La 1 martie 2011 partidul său a fost legalizat.
Nu s-a declarat candidat la președinție, nici la un alt post de responsabilitate politică în stat, dedicându-se reconstruirii în legalitate a partidului său, AnNahda (Renașterea). După alegerile pentru Adunarea Constituantă la 23 octombrie 2011, în care partidul islamic de sub conducerea sa, AnNahda, a obținut 36% din voturi, el a declarat că nu-i mai rămâne ce să facă în Tunisia și că lumea musulmană este vastă și el ar putea să joace în ea un rol ca vicepreședinte al Organizației mondiale a învățaților islamici.(Le Monde, 28 octombrie 2011)
Ghannushi și-a multiplicat apoi vizitele în țările vecine, Algeria, Libia, precum și în Qatar, emirat care și-a propus să sprijine mișcarea Fraților musulmani, și în Statele Unite.
În timpul vizitei in Libia, s-a arătat împreună cu fostul conducător al Al-Qaida din Bagdad, Abdelhakim Belhadj. După izbucnirea Războiului civil din Siria și-a exprimat solidaritatea cu Consiliul Național Sirian opus președintelui Bashir Al Assad.
În cele din urmă partidul lui Ghannushi a format guvernul Tunisiei între decembrie 2011 - ianuarie 2014. În urma alegerilor organizate după adoptarea noii Constituții a Tunisiei din 2014, partidul său islamic s-a situat pe locul doi după coaliția de partide laice Nidaa Tounes (Apelul Tunisiei) a noului premier Habib Essid și a făcut parte din noua coaliție guvernamentală.
Ghannushi a fost criticat în țara sa pentru sprijinul adus mișcării islamiste palestiniene Hamas și pentru indulgența manifestată față de faptele violente ale membrilor Ligii pentru Ocrotirea Revoluției, considerată de unii brațul militar al partidului sau Annahda. · .
După asasinarea la 25 februarie a avocatului Chokri Belaid, apărător al laicismului, Ghannushi a fost atacat în revista „Jeune Afrique” pentru puterea pe care a exercitat-o din umbră. Ziaristul Marwane Ben Yahmed a afirmat că partidul AnNahda sub inspiratia lui Ghannushi bloca adoptarea unor articole însemnate din Constituție cu privire la drepturile universale, statutul femeii, că instrumentalizează dezbaterile identitare, și folosește credința religioasă pentru a trata drept necredincioși pe toți ce i se împotrivesc..
Premierul din partea partidului său, Hamadi Jebali, a demisionat ca urmare a asasinării lui Belaid și a demonstrațiilor de protest care au urmat, și a fost înlocuit cu Ali Larayedh.
Politica economică a guvernului condus de AnNahda s-a soldat și ea cu insuccese. În cele din urmă, Annahda a cedat ministere cheie unor tehnocrați, și 48% din portofolii au fost cedate unor independenți. , 
După asasinarea deputatului Mohamed Brahmi în iulie 2013, partidul AnNahda a participat la un dialog national și împreună cu partidele aliate cu el, au cedat puterea unui cabinet tehnocratic. Ghannouchi a colaborat cu liderul laic Beji Caid Essebsi pentru a ajunge la un compromis, si amandoi au fost criticați de partidele lor respective. După ce a amenințat cu demisia de la conducerea partidului, Ghannouchi a obținut consimțământul la compromis din partea Consilului Shura al EnNahda.
Ulterior la alegerile din 2014 partidele laice în frunte cu partidul Nidaa Tounes au obținut cel mai mare număr de voturi, partidul AnNahda plasându-se pe locul doi, cu o mare pondere a alegătorilor din sudul țării.
În alegerile generale din  2019 Partidul Renașterii a obținut cele mai multe locuri în parlament. La 13 noiembrie 2019 Al-Ghannushi a fost ales președinte al parlamentului tunisian. În cele din urmă s-a izbucnit un conflict în partid si o sciziune. La 30 iulie 2020 a trecut cu mare greutate un vot de încredere în parlament, când 97 deputați din numărul necesar de 109, au votat contra menținerii sale ca președinte al camerei.  
După ce a a dizolvat comitetul executiv al partidului, Al-Ghannushi la 25 septembrie 2020 113 activiști de frunte ai partidului au demisionat, inclusiv fostul ministru al sănătății Abd al Latif Al-Makki  și fostul ministru pentru drepturile omului, Samir Dilu. 

### După 2021. Arestarea și judecata
La 25 iulie 2021, în urma mișcărilor de protest și a tulburărilor legate de criza financiară și de reacția apreciată ca inadecvată a guvernului la pandemia COVID-19, președintele Republicii, Kais Saied, a dizolvat parlamentul.  Intr-un interviu dat agenției France Presse, Rashid al-Ghannushi a acuzat pe președinte de tendințe autoritare, a definit decizia lui ca un pas retrograd pentru Tunisia și i-a chemat pe cetățeni să opună o împotrivire pașnică.
Partidul său, asemănător cu celelalte principale forțe politice din Tunisia au fost excluse de la dialogul asupra reformei consituționale avansate de președintele Saied. În iulie 2022 AnNahda a boicotat referendumul asupra reformelor și a refuzat să prezinte candidați la alegerile parlamentare organizate în decembrie 2022.
La 17 aprilie 2023 Ghannushi a fost arestat la domiciliul său, după ce a declarat că dacă islamul politic, stânga sau orice component politic vor fi „eradicate” în Tunisia, se teme de izbucnirea unui război civil.
Declaratia a făcut-o într-un context în care, de la începutul anului 2023, circa douăzeci de opozanți ai regimului, precum și personalități ale lumii politice și a afacerilor, au fost trimise la închisoare. 
Arestarea sa a trezit neliniști la ONU, în Uniunea Europeană, în Franța, Regatul Unit, Turcia, Germania, Statele Unite și în Malaezia. Partidul AnNahda a declarat a doua zi că privește arestarea președintelui său ca o răpire, deoarece nici rudele nici avocații sau nu au informații despre locul și condițiile în care era deținut.
La 15 mai 2023 Ghannushi a fost condamnat la un an de închisoare pentru vina de „apologie a terorismului”,. precum și o amendă de 1000 dinari. 
La 26 aprilie 2023 personalități ale naționalismului arab, mai ales egipteanul Hamdin Sabahi și palestineanul Munir Shafik au publicat un comunicat în care au cerut eliberarea lui Ghannushi.
La 18 mai 2023 peste 190 universitari și intelectuali europeni și americani, între care Charles Taylor, John Esposito, Francis Fukuyama, Olivier Roy, François Burgat, Noam Chomsky, Larry Diamond si Burhan Ghalioun au cerut și ei eliberarea lui Ghannushi.
La 31 octombrie 2023 un tribunal, examinând apelul, a ridicat pedeapsa lui Ghannushi la 15 luni de închisoare  
La 1 februarie 2024 Rashi Ghannushi a fost condamnat de un tribunal din Tunis la trei ani suplimentari de închisoare, pentru finanțare ilegală din străinătate.

## Premii și onoruri
- 2012 - Premiul Chatham House din partea Institutului regal pentru afaceri internaționale (Marea Britanie), împreună cu Moncef Marzouki - i-a fost înmânat de prințul Andrew[20]
- 2014 - Premiul Ibn Rushd pentru libertatea de gândire din partea Fondului Ibn Rushd din Berlin[21]
- 2015 - membru pe viață al Uniunii Studenților Universității Islamice Aligarh din India - ca recunoaștere a rolului său în asigurarea democrației într-o țară arabă[22][23]
- 2016 -Premiul indian Jamnalal Bajaj - la Mumbai, pentru aplicarea principiilor lui Mahatma Gandhi[24]